# Бурова Ольга Юріївна
Ольга Юріївна Бурова (*17 червня 1974 року в Києві) — українська письменниця, членкиня НСПУ.

## Життєпис
У 1997 році закінчила Київський лінгвістичний університет. Працювала репетиторкою, офіс-менеджеркою, кореспонденткою газети «Сегодня» (1998–2000), а з 2000 року – редакторкою газети «Вечірні вісті».

## Творчість
Є авторкою книг «Невидимий оркестр» (2002), «На фоні раю» (2005), а також низки оповідань, опублікованих 2002 року під псевдонімами Анна Светлова, Оливия Берд, Анастасия Верная та Александра Байдак у газеті «ВВС-Книжный мир», № 1 і № 20. 
Членкиня НСПУ з 2006 року.